# Vruchtvlees

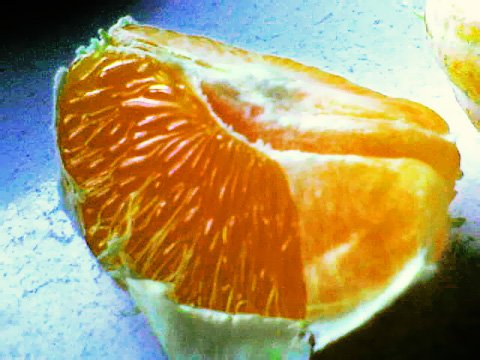
Partjes van een sinaasappel

Vruchtvlees (latijn: pulpa) is het eetbare gedeelte van een vrucht, dus de vrucht uitgezonderd pitten of zaden en een eventuele schil. Het vruchtvlees is aantrekkelijk voor dieren die door consumptie van de gehele vrucht helpen bij het verspreiden van de zaden.
De kleur van het vruchtvlees verandert vaak met het rijpen van de vrucht. Het vruchtvlees van de Mispel (Mespilus germanica) is pas eetbaar als de vrucht gaat fermenteren en daardoor zacht wordt.